# L'indomabile Angelica
L'indomabile Angelica (Indomptable Angélique) è un film del 1967 diretto da Bernard Borderie e tratto dal romanzo Angelica l'indomabile di Anne e Serge Golon. 
È il quarto film della saga di Angelica.

## Trama
Eludendo la sorveglianza del re che la vuole a Parigi, Angelica parte insieme a Savary alla ricerca di suo marito Jeoffrey de Peyrac. In un'isola Angelica trova quelle che forse sono tracce del passaggio del marito e poi incontra per caso il Duca di Vivonne che costringe a portarla in Sardegna sulla sua galera sotto la minaccia di rivelare al re che la sorella del duca, Madame de Montespan, era presente ad una messa nera e che ha tramato per farla morire avvelenata.
Al largo della Sardegna, la galera viene attaccata dallo sciabecco del Rescator, un pirata che attacca tutte le navi del re di Francia, e per salvarsi la vita, Angelica si tuffa in mare. Poco dopo si viene a scoprire che dietro l'identità del pirata si nasconde in realtà Joffrey. Savary, ripescato in mare dopo l'arrembaggio dagli uomini del Rescator, gli rivela poco prima di morire che Angelica era a bordo della barca che ha attaccato.
Angelica viene tratta in salvo dal Marchese d'Escrainville, un corsaro rinnegato che odia tutte le donne, che abuserà sessualmente di lui. Per aver preso le difese di una ragazza a bordo, Angelica viene rinchiusa dal corsaro insieme agli uomini più violenti del suo equipaggio. Solamente grazie all'intervento di Coriano, secondo di d'Escrainville, la donna viene salvata prima di essere violentata da essi. Alle lamentele di d'Escrainville per averlo fatto, l'uomo precisa di averlo fatto per evitare che venisse "rovinata" quella che ritiene essere una merce vendibile al mercato degli schiavi di Candia per un ottimo prezzo. Quando la nave di d'Escrainville viene abbordata da quella del Rescator in cerca di Angelica, il marchese nega di aver salvato la vita la donna o anche solo di averla mai vista.
Giunti a Candia, per convincerla a partecipare all'asta degli schiavi senza fare storie, Angelica viene rinchiusa da d'Escrainville in una stanza piena di feroci gatti selvatici. Poco prima dell'inizio dell'asta Angelica parla a dei Cavalieri di Malta presentandosi come la marchesa de Plessis-Bellière e pregandoli di riscattarla loro evitandole così di finire in un harem. Al termine di un'asta molto combattuta, Angelica finisce per essere acquistata da un individuo sconosciuto. L'uomo la conduce poi alla dimora del suo nuovo padrone, che si scopre essere nientemeno che lo stesso Joffrey. 
I due coniugi potrebbero finalmente vivere insieme e felici se non fosse che d'Escrainville fa rapire nuovamente Angelica e incendiare la nave di Peyrac per proteggersi la fuga.

## Distribuzione
- Francia, cinema, il 27 ottobre 1967.

## La serie cinematografica
- Angelica (Angélique, marquise des anges) (1964)
- Angelica alla corte del re (Merveilleuse Angélique) (1965)
- La meravigliosa Angelica (Angélique et le Roy) (1966)
- L'indomabile Angelica (Indomptable Angélique) (1967)
- Angelica e il gran sultano (Angélique et le sultan) (1968)